# Parc national de Zahamena
Le parc national de Zahamena est un parc national de Madagascar, situé à 50 km au Nord-Ouest de la ville de Toamasina, à proximité du lac Alaotra, dans les régions d'Alaotra-Mangoro et d'Analanjirofo.
Le complexe d'aires protégées de Zahamena est composé du parc et d'une réserve naturelle intégrale. Zahamena appartient à la forêt de l'Est de Madagascar, il fait partie des sites classés patrimoine naturel mondial. Il se trouve à une altitude entre 400 et 1600m.
Le complexe d’aires protégées Zahamena s’étend sur 64 370 ha dont 42 300 ha pour le parc national et 22.100 ha pour la réserve. Une grande partie de la réserve naturelle intégrale est le noyau dur central du complexe d’aires protégées. Elle a une vocation de conservation uniquement, ainsi les touristes ne peuvent y accéder.

## Histoire
Le parc a été initialement créé en 1927 au titre de réserve naturelle intégrale, puis a été classé parc national en 1997. Il fait également des forêts humides de l'Atsinanana classées au patrimoine mondial de l'Unesco depuis 2007.

## Biodiversité

### Faune
Ce parc abrite 112 espèces d’oiseaux, 62 espèces d’amphibiens, 29 espèces de poissons,  46 espèces de reptiles, ainsi que 48 espèces de mammifères, dont 13 espèces de lémuriens.

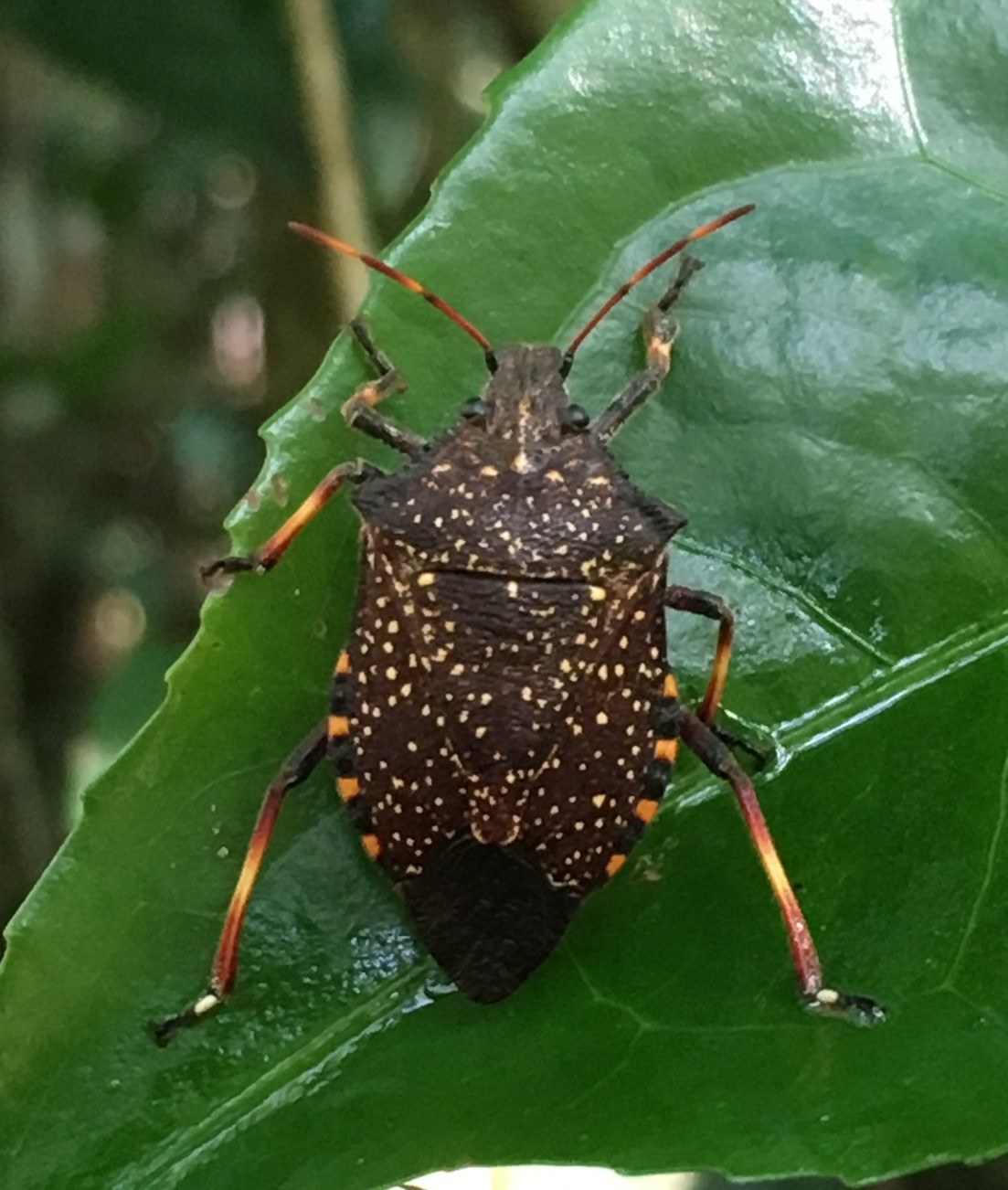
Nealeria asopoides

### Flore
151 espèces de Ptéridophytes, 60 espèces d’Orchidées, 22 espèces de Palmiers, 10 espèces de Pandanus, 511 espèces de plantes ligneuses sont connues à Zahamena. Les inventaires des plantes ligneuses effectuées depuis 1995 indiquent une moyenne de 1.450 arbres par hectare avec une canopée de 20 m de hauteur.
Accès
On peut joindre le parc par la route nationale 2 Antananarivo - Toamasina. A Moramanga il faudra prendre la RN 44, une route secondaire, et passer par Ambatondrazaka, jusqu'au village de Antanandava.
De la il est nécessaire de prendre une piste de 8 km jusqu'à l'entrée du parc à Ankosy. Cette piste est seulement praticable dans la saison seche.
Une existe aussi une ligne de taxi-brousse entre Antananarivo et Antandandava.
A Antanandava se trouve un bureau du parc qui organise des visites guidées.